# Julen Lopetegui
Julen Lopetegui Agote (* 28. August 1966 in Asteasu) ist ein spanischer Fußballtrainer und ehemaliger -torhüter.

## Spielerlaufbahn

### Im Verein
Julen Lopetegui spielte als Junior für Real Sociedad San Sebastián und schaffte es bis in die B-Mannschaft des Klubs. Im Jahr 1985 verpflichtete ihn Real Madrid für die in der Segunda División spielende Zweitmannschaft Castilla. In drei Spielzeiten brachte er es auf 61 Einsätze und erreichte in der Saison 1987/88 unter Trainer Vicente del Bosque den dritten Platz in der zweiten Spielklasse.
1988/89 spielte er leihweise für UD Las Palmas, bevor er in den Kader der ersten Mannschaft von Real Madrid übernommen wurde. Bereits in seiner ersten Saison gewann Real den Meistertitel, er selbst brachte es jedoch dabei nur auf einen Einsatz und musste ansonsten Francisco Buyo den Vortritt als Stammtorhüter lassen.
Auch in seiner zweiten Saison bei den Königlichen konnte sich Lopetegui nicht durchsetzen und wechselte daraufhin zur Saison 1991/92 zu CD Logroñés. Hier verbrachte er drei Jahre in der Stammmannschaft und galt bald als einer der besten Torhüter der Liga.
Im Sommer 1994 verpflichtete der FC Barcelona Lopetegui. Mit diesen gewann er zwar den Supercup 1994 und 1996, kam jedoch hinter Stammtorhüter Carles Busquets nur selten zum Einsatz. Zur Saison 1996/97 verpflichtete der FC Barcelona mit Vítor Baía einen weiteren Torwart und so bestritt Lopetegui keine einzige Ligabegegnung. Sein Klub gewann in dieser Spielzeit den Europapokal der Pokalsieger und die Copa del Rey.
Im Sommer 1997 wechselte Julen Lopetegui zu Rayo Vallecano in die Segunda División. Beim Madrider Verein konnte er an seine Leistungen bei Logroñés anschließen und stieg schließlich 1998/99 in die Primera División auf. In der höchsten spanischen Spielklasse sollte er noch drei weitere Jahre in Diensten von Rayo Vallecano spielen, musste sich jedoch die Position des Torhüters mit Kasey Keller bzw. 2001/02 mit Imanol Etxeberria teilen. Im Anschluss beendete Lopetegui seine Karriere als Spieler und wechselte in den Trainerstab des Vereins.

### Nationalmannschaft
Als Junior stand Lopetegui im Kader der Spanier für die Junioren-Weltmeisterschaft 1985. Sein Team erreichte das Finale, Lopetegui selbst kam jedoch nicht zum Einsatz.
Seine Leistungen während seiner Zeit bei CD Logroñés brachten ihm seine ersten Berufungen in die A-Nationalmannschaft. Sein Debüt gab er am 23. März 1994 in einem Freundschaftsspiel gegen Kroatien. Dies sollte auch sein letzter Einsatz im Nationalteam sein, zwar stand er im Aufgebot Spaniens für die Endrunde der Weltmeisterschaft 1994, kam jedoch hinter Andoni Zubizarreta und Santiago Cañizares nicht zum Zug.

## Trainerlaufbahn

### Anfänge
Julen Lopetegui übernahm in der Saison 2003/04 den Posten des Cheftrainers bei Rayo Vallecano, das zu diesem Zeitpunkt in der Segunda División spielte. Nach zehn Spieltagen wurde er wegen Erfolglosigkeit entlassen. Im Jahr 2006 übernahm er die Funktion des Koordinators der Scoutingabteilung bei Real Madrid und wurde 2008/09 schließlich Trainer der Zweitmannschaft des Klubs Real Madrid Castilla.
Im Jahr 2010 ging er in den Trainerstab des Spanischen Verbandes über und wurde zum Coach der U19 und U20 ernannt. Mit der U20 bestritt er die WM 2011, bei der sein Team das Viertelfinale erreichte. Im Sommer 2012 gewann er mit der spanischen U19 die Europameisterschaft.
Nach der enttäuschenden Leistung der Spanier bei den Olympischen Spielen 2012 unter Luis Milla übernahm Lopetegui die Position des Trainers der U-21-Nationalmannschaft. Diese führte er bei der EM 2013 zum Titelgewinn.

### FC Porto
Im Mai 2014 verpflichtete ihn der FC Porto als neuen Trainer. Lopetegui war Wunschkandidat des Vereinspräsidenten Jorge Nunu Pinto da Costa. In seiner ersten Saison wurde die Mannschaft Vizemeister, drei Punkte hinter Benfica Lissabon. Im Viertelfinale der UEFA Champions League 2014/15 unterlag Porto dem FC Bayern München. Am 7. Januar 2016 wurde er entlassen.

### Spanische Nationalmannschaft
Im Juli 2016 wurde Lopetegui neuer Trainer der spanischen Nationalmannschaft. In der Qualifikationsgruppe G führte er die Spanier mit neun Siegen und einem Unentschieden mit fünf Punkten Vorsprung vor Italien zur Weltmeisterschaft 2018 in Russland. Am 22. Mai 2018 verlängerte Lopetegui seinen Vertrag bis nach der Europameisterschaft 2020. Nachdem am 12. Juni 2018 verkündet worden war, dass Lopetegui nach der Weltmeisterschaft mittels einer Ausstiegsklausel zu Real Madrid wechseln werde, wurde er einen Tag später – zwei Tage vor dem WM-Auftaktspiel der Spanier gegen Portugal – entlassen. Als Grund für die kurzfristige Trennung wurde angegeben, Lopetegui habe den spanischen Fußballverband erst unmittelbar vor der Bekanntgabe des Wechsels informiert. Lopetegui absolvierte 20 Länderspiele, von denen er 16 gewann und vier unentschieden spielte.

„Die Verhandlungen haben ohne Kenntnis des spanischen Verbandes stattgefunden. Zumindest bis fünf Minuten vor der offiziellen Bekanntgabe. Es gibt Verhaltensformen, die man einhalten muss“

### Real Madrid
Zur Saison 2018/19 wurde Lopetegui Cheftrainer von Real Madrid. Er unterschrieb einen Vertrag mit einer Laufzeit bis zum 30. Juni 2021 und folgte auf Zinédine Zidane, der nach dem dritten Champions-League-Sieg in Folge zurückgetreten war.
Lopetegui begann im August mit einer 2:4-Niederlage im UEFA Super Cup gegen Atlético Madrid und wurde damit der zweite Real-Trainer, der bei seinem Pflichtspieleinstand vier Tore kassierte. Vor ihm war dies nur dem Engländer Michael Keeping am 1. Februar 1948 mit einer 1:4-Liganiederlage gegen Celta Vigo passiert. Lopetegui begann die Ligasaison mit drei Siegen in Serie, doch danach geriet die Mannschaft in eine Krise. Am 29. Oktober 2018 wurde Lopetegui, einen Tag nach einer 1:5-Niederlage im Clásico beim FC Barcelona am 10. Spieltag, entlassen. Zu diesem Zeitpunkt stand die Mannschaft in der Liga mit 14 Punkten (vier Siege, zwei Unentschieden, vier Niederlagen) auf dem 9. Tabellenplatz.

### FC Sevilla
Zur Saison 2019/20 wurde er als Trainer des FC Sevilla bestellt. Er beendete die Saison als Vierter und gewann am Saisonende, diesmal im August 2020, mit dem Verein durch einen 3:2-Finalsieg gegen Inter Mailand die UEFA Europa League. Auch die beiden folgenden Spielzeiten, 2020/21 und 2021/22, beendete Sevilla als Vierter und qualifizierte sich für die Champions League.
Nach einem schlechten Start in die Saison 2022/23 wurde Lopetegui unmittelbar nach der 1:4-Heimniederlage im Gruppenspiel der Champions League gegen Borussia Dortmund entlassen.

### Wolverhampton Wanderers
Im November 2022 verpflichteten ihn die Wolverhampton Wanderers, die zu diesem Zeitpunkt auf dem 19. und vorletzten Tabellenplatz standen. Lopetegui startete mit Beginn der WM-Pause am 14. November 2022. Lopetegui führte Wolverhampton noch auf den 13. Tabellenplatz in der Premier-League-Saison 2022/23. Nachdem sich Lopetegui in der Saisonvorbereitung mehrfach öffentlich über fehlende Neuverpflichtungen beklagt hatte, einigten sich Verein und Trainer wenige Tage vor Saisonbeginn am 8. August 2023 auf Auflösung des Vertrags.

### West Ham United
Im Juli 2024 wird er Trainer beim englischen Erstligisten West Ham United. Bereits am 8. Januar 2025 wurde er wieder entlassen, nachdem das Team nach 20 Spieltagen auf dem 14. Tabellenplatz lag, sieben Punkte vor den Abstiegsrängen. Der Verein begründete die Entlassung damit, dass „die erste Saisonhälfte nicht mit den Vereinsambitionen übereinstimmte.“

### Katar
Im Mai 2025 wurde er Cheftrainer der Katarischen Fußballnationalmannschaft und unterschrieb einen Vertrag bis 2027.

## Erfolge

### Spieler
Real Madrid
- Spanischer Meister: 1989/90
- Supercopa de España: 1989, 1990

FC Barcelona
- Europapokal der Pokalsieger: 1996/97
- Copa del Rey: 1996/97
- Supercopa de España: 1994, 1996

Spanien
- Junioren-Vizeweltmeister 1985

### Trainer
Spanien
- U19-Europameister: 2012
- U21-Europameister: 2013

FC Sevilla
- Europa-League-Sieger: 2020